# Anita Bryant
Anita Jane Bryant (Barnsdall, 25 marzo 1940 – Edmond, 16 dicembre 2024) è stata una cantante e attivista statunitense, nota soprattutto per le sue posizioni omofobe, e per aver promosso negli anni 1970 delle campagne politiche per impedire la parità di diritti ai gay.

## Biografia
Nata a Barnsdall, in Oklahoma, nel 1940, venne cresciuta dai nonni insieme alla sorella Sandra, dopo il divorzio dei genitori. A soli due anni il nonno le insegnò a cantare l'inno cristiano Jesus Loves Me e, intuendo il talento della nipote, la fece esibire a fiere e a manifestazioni locali dall'età di sei anni. Si esibì poi in radio e in televisione, nonostante il parere contrario del padre, estremamente religioso.
Nel 1958 all'età di 18 anni venne eletta Miss Oklahoma e l'anno successivo si classificò seconda al concorso di bellezza di Miss America. Nonostante la sua affermazione, terminò gli studi diplomandosi alla Will Rogers High School, a Tulsa.

### Carriera musicale
Dopo l'elezione a Miss Oklahoma iniziò la carriera come cantante solista, pubblicando diversi album per etichette come Carlton Records e Columbia Records. Il suo primo LP risale al 1959 e porta il suo nome, Anita Bryant; il disco contiene i brani Till There Was You e Do-Re-Mi. Tra gli altri suoi celebri brani, Paper Roses e In My Little Corner of the World. Nella sua carriera 11 suoi brani sono entrati nella Top 100.
Nel 1963 pubblicò il suo primo Greatest Hits, mentre l'anno seguente pubblicò The World of Lonely People, che include brani come Welcome, Welcome Home e una riedizione di Little Things Mean a Lot.
Nel 1969 diventò portavoce della Florida Citrus Commission, prestando la propria l'immagine del loro succo d'arancia, attraverso spot pubblicitari caratterizzati dal ritornello Come to the Florida Sunshine Tree. Inoltre, grazie alla sua immagine pulita e materna, fu protagonista di numerose pubblicità per la Coca-Cola, Kraft Foods, Holiday Inn e Tupperware. Sempre nel 1969 interpretò l'inno nazionale statunitense al Super Bowl. Nel corso degli anni pubblicò diversi album di musica cristiana, inoltre scrisse diversi libri di cucina e sfondo religioso, elargendo consigli per essere dei buoni genitori cristiani. Nel 1971 cantò The Battle Hymn of the Republic al Super Bowl e nel 1973 cantò al funerale del presidente Lyndon B. Johnson.

### Campagna politica

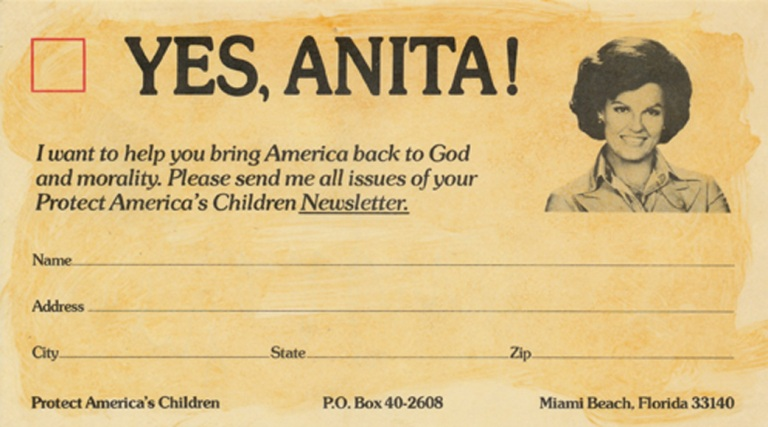
Tessera del movimento "Save Our Children".

Nel 1977 nella Contea di Miami-Dade, in Florida, fu approvato un decreto che proibiva ogni tipo di discriminazione sulla base dell'orientamento sessuale. La Bryant, di fede evangelica, guidò una campagna per l'abrogazione della legge, sostenendo che dare diritti agli omosessuali avrebbe violato i diritti dei cittadini forniti di un minimo di decenza e moralità e che gli omosessuali erano un pericolo per la società. Durante la campagna parlò di "reclutamento omosessuale" che vedeva gli omosessuali nell'intento di convertire gli etero in gay (soprattutto nelle scuole); da allora il termine divenne popolare negli ambienti conservatori.
A tale scopo, la Bryant nel giro di poche settimane creò il movimento cristiano fondamentalista chiamato "Save Our Children", con il sostegno della National Association of Evangelicals, attraverso il quale e grazie alla sua popolarità musicale raccolse oltre 75.000 firme per l'abolizione della legge. La cantante trovò appoggio in varie emittenti televisive a carattere religioso, in associazioni anti-abortiste, psichiatri e vari politici. Il 7 giugno 1977 la campagna portò all'abrogazione della legge sui diritti di gay e lesbiche. Dopo la vittoria della sua campagna, la Bryant si spostò in California per appoggiare il senatore John Briggs a favore della Proposition 6, legge che avrebbe permesso di licenziare gli insegnanti dichiaratamente gay in base alla loro identità sessuale. La Bryant dichiarò: "Io non odio gli omosessuali, ma come madre, devo proteggere i miei figli dalla loro influenza negativa".
Le iniziative della Bryant sollevarono vasti dissensi, movimentando l'intera comunità gay statunitense, con petizioni e picchetti guidati da Harvey Milk, che portarono nel novembre del 1978 alla non approvazione della legge.

### Il declino

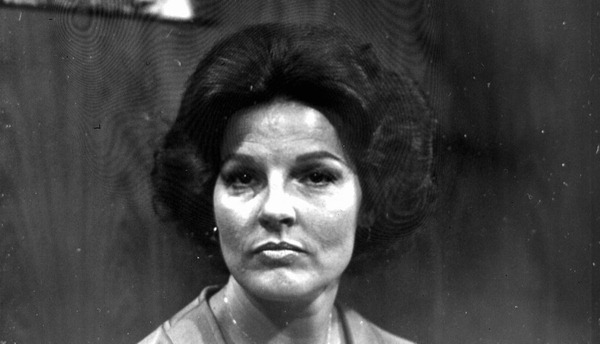
Anita Bryant negli anni settanta.

Il suo attivismo politico ebbe un effetto negativo sulla sua carriera. Il suo contratto con la Florida Citrus Commission scadde nel 1979 e non le fu rinnovato a causa delle controversie e di tutta la pubblicità negativa generata dalle sue campagne politiche, con il conseguente boicottaggio del succo d'arancia a cui prestava l'immagine. La sua carriera musicale subì un immediato arresto e successivamente la cantante divorziò nel 1980 dal marito, Bob Green (1931-2012), che aveva sposato nel 1960 e con il quale aveva avuto quattro figli.  La scelta di divorziare la fece entrare in rotta con alcuni cristiani conservatori, che smisero di sostenerla.
Tra gli anni ottanta e gli anni novanta, Bryant si trasferì prima in Missouri e poi in Arkansas per tentare di risollevare la propria carriera con l'aiuto del secondo marito Charlie Hobson Dry (1938-2024), ma riscuotendo poco successo. Nel 1996 dichiarò di essere felice di non essere più nel mondo dello spettacolo. Si avventurò in diverse imprese commerciali, ma nel 2001 dichiarò definitivamente bancarotta.
Nel 2005, Bryant tornò nella sua città natale, Barnsdall, per il centenario della sua fondazione, dove fu intitolata una via a suo nome. Nel 2006 venne fondata a Oklahoma City la "Anita Bryant Ministries International". Nel 2011, in un'intervista al The Oklahoman sul suo attivismo passato disse: “Non mi sono mai pentita di quello che ho fatto”.
Morì il 16 dicembre 2024 all'età di 84 anni nella sua casa a Edmond, in Oklahoma, dopo una malattia. La scomparsa venne annunciata successivamente dalla famiglia il 9 gennaio 2025.

### Nella cultura popolare
Anita Bryant rimase conosciuta per le sue lotte anti-omosessuali nei decenni successivi, entrando nella cultura popolare, nonostante si fosse ritirata a vita privata. Venne imitata da numerose drag queen in tutto il paese, fu oggetto di satira in molti programmi tv, tra cui il Saturday Night Live e nel film del 1980 L'aereo più pazzo del mondo il personaggio di Leslie Nielsen, dopo aver visto un gran numero di passeggeri ammalarsi gravemente, vomitare e avere flatulenze incontrollabili, commentò: "Non ho visto niente del genere dal concerto di Anita Bryant". 
Il fumettista Steve Gerber ideò per il mondo del suo Howard il papero, della Marvel Comics, un'organizzazione di fantasia denominata Save Our Offspring from Indecency, "Salvate la nostra prole dall'indecenza" guidata proprio da Anita Bryant. Bryant venne citata e comparve nei filmati d'archivio come principale antagonista ai diritti omosessuali nel film del 2008 Milk.

## Discografia
- 1959 – Anita Bryant
- 1961 – In My Little Corner of the World
- 1961 – Kisses Sweeter Than Wine
- 1962 – Abiding Love
- 1962 – In a Velvet Mood
- 1962 – The ABC Stories of Jesus
- 1963 – The Country's Best
- 1963 – Anita Bryant's Greatest Hits
- 1964 – The World of Lonely People
- 1964 – The Best of Johnny Desmond & Anita Bryant at Jubilee 1964
- 1965 – I Believe
- 1966 – Mine Eyes Have Seen the Glory
- 1967 – Christmas with Anita Bryant
- 1968 – Anita Bryant
- 1968 – How Great Thou Art
- 1968 – In Remembrance of You
- 1969 – Little Things Mean a Lot
- 1970 – World Without Love
- 1970 – Abide with Me
- 1972 – Naturally
- 1973 – Sweet Hour of Prayer
- 1973 – Battle Hymn of the Republic
- 1975 – Old Fashioned Prayin'
- 1975 – Anita Bryant's All-Time Favorite Hymns
- 1985 – Anita With Love